# Flash (band)
Flash was een Britse progressieve rockband, geformeerd in augustus 1971 door voormalig Yes-gitarist Peter Banks, zanger Colin Carter, bassist Ray Bennett en drummer Mike Hough..

## Bezetting
- Colin Carter (zang, keyboard)
- Peter Banks (gitaar)
- Mike Hough (drums)
- Ray Bennett (bas)
- Tony Kaye (keyboard)

## Geschiedenis
De band ging in november 1971 de opnamestudio in om hun debuutalbum op te nemen en trad voor het eerst op op 14 januari 1972. Toevallig, precies een jaar later, op 14 januari 1973, zou Flash de Philharmonic Hall van New York vullen.
Er is enige controverse over de vraag of mede-ex-Yes-lid, toetsenist Tony Kaye, die op het eerste Flash-album verscheen, eigenlijk een officieel lid van de band was of slechts een gast. De verwarring komt voort uit het feit dat de platenmaatschappij Kaye naast de andere leden van de groep op de achterkant vermeldde. Interviews met alle partijen bevestigen dat, hoewel Kaye was uitgenodigd om mee te doen (maar hij weigerde) en als gast op het eerste album had moeten worden vermeld. In 1972 richtte hij Badger op. Andere potentiële toetsenisten werden destijds benaderd of deden auditie, waaronder Ian McDonald (voorheen van King Crimson), Rick Wakeman (later bij Yes) en Patrick Moraz (ook een toekomstig lid van Yes) , maar uiteindelijk besloot de band door te gaan als een keyboardloos kwartet, waarbij Carter af en toe een synthesizerpartij voor zijn rekening zou nemen.
Flash had een kleine hit met Small Beginnings (1972, #29 Billboard Hot 100) die te horen was in de film Record Review. Het nummer is ook opgenomen op tal van compilatiealbums, meest recentelijk Rock 'n Roll Roots, Vol. 10 van Bob Stroud. De band bracht de drie albums Flash (1972), In the Can (1972) en Out of Our Hands (1973) uit.
Flash werd gecontracteerd bij Sovereign, een sublabel van Capitol Records en kreeg steun van het label, dat hoopte op een vergelijkbaar succesniveau als andere progressieve rockbands zoals Emerson, Lake & Palmer of Yes. Van de debuut-lp werden meer dan 100.000 exemplaren verkocht. Ze toerden in totaal vier keer door Noord-Amerika en één keer begin 1972 door continentaal Europa (Nederland, België en Duitsland), terwijl ze regelmatig optraden in hun geboorteland Groot-Brittannië, waaronder een gezamenlijke tournee met Beck, Bogert & Appice in 1973. Flash deed ook een korte tournee door Australië, terwijl ze hun derde album maakten. Zonder de band te raadplegen en tot ieders ontzetting, inclusief Banks, bracht Capitol het derde album uit onder de naam Flash met de Brit Peter Banks, om een juridische uitdaging van een andere lokale band genaamd Flash te vermijden en om Banks' soloalbum Two Sides of Peter Banks (1973) te helpen promoten, dat bijna gelijktijdig bij Capitol werd uitgebracht.
Flash werd ontbonden tijdens een Amerikaanse tournee in Albuquerque, New Mexico in november 1973. Tegen die tijd waren de relaties tussen Banks en de rest van de band verzuurd en het management had gesuggereerd dat de band een vervanger voor Banks zou zoeken en door zou gaan. In plaats daarvan leidden spanningen tot de abrupte ondergang van de band.

### Flash na 1973
In de jaren na het uiteenvallen van de band bleven de muzikanten in verschillende combinaties samenwerken.
Bennett en Carter probeerden een andere band te beginnen, uiteindelijk vergezeld door Hough, met toetsenist Chris Pidgeon en ex-Flaming Youth-lid Gordon Smith op gitaar, later vervangen door Barry Paul (ex-Savoy Brown). Na het spelen van wat later het enige optreden in de Londense Marquee Club bleek te zijn, vestigde de band (onofficieel Blaze genaamd) zich in New York, maar slaagde er niet in een platencontract binnen te halen (het management had verschillende aanbiedingen afgewezen in de hoop dat er een betere zou komen) en ging uit elkaar. Vlak daarna maakten Carter en Hough deel uit van de band Storm, met de New Yorkse toetsenist Al Greenwood. Ook deze band kwam niet van de grond en Greenwood sloot zich aan bij het veel succesvollere Foreigner. Ray Bennett werd uitgenodigd om bij Foreigner op bas te spelen terwijl de band zich aan het formeren was, maar weigerde.
In 1975 nodigde Banks Bennett uit om samen met Sidonie Jordan [alias Sydney Foxx] (zang) en Andrew McCulloch (drums, voorheen van King Crimson en Greenslade) een nieuw project met hem te beginnen. De eerste repetities in Londen leidden tot een demo-opname, maar ondanks de hulp van Pete Townshend en Robert Stigwood slaagde Banks er niet in een deal te sluiten. Later nam Bennett nog een demo op met Jordan en McCulloch, maar zonder Banks.
In 1976 was Bennett kort lid van het nieuwe project Empire van Banks, opnieuw met Jordan, maar de reünie was van korte duur.
In het begin van de jaren 1980, met alle ex-Flash-leden nu gevestigd in Los Angeles, werd geprobeerd een hervorming uit te voeren, maar dit lukte niet. Banks en Bennett bleven informeel samenspelen tot ze weer ruzie kregen.
De publicatie Psychosync uit 1997 stelde een liveopname samen die in 1973 was gemaakt voor een WLIR-radio-uitzending, evenals hun twee nummers die werden uitgevoerd in The Midnight Special TV-show.
De publicatie Flash in Public uit 2013, een live-opname van een concert uit 1973 in de Cowtown Ballroom in Kansas City, werd voorbereid door Peter Banks op het moment van zijn dood.
Meer recentelijk werkten Bennett en Carter weer samen onder de naam Flash (Hough was aanvankelijk betrokken maar stopte later, en er was even sprake van deelname van Banks, maar uiteindelijk kreeg Banks weer ruzie met Bennett en Carter en werd uitgesloten).
Bennett (nu op lead gitaar) en Carter speelden samen als duo onder de naam Flash op het Baja Prog Festival 2005 in Mexico.
Bennett en Carter plaatsten in juli 2009 nieuw Flash-materiaal op de MySpace-website flash/bennettcarter. De titels van de nieuwe nummers zijn Grand Canyon, How the West Was Won (later veranderd in Into the Sun) en 10,000. Video's van de herenigde Flash zijn te vinden op YouTube.
Naast het nieuwe materiaal plaatste Flash ook repetitievideo's van oorspronkelijke Flash-nummers die op eerdere albums waren uitgebracht. Deze omvatten Children of the Universe van het debuutalbum Flash (1972) en Manhattan Morning van het derde album Out of our Hands (1973).
Op 31 augustus 2010 maakte de volledige band hun eerste publieke optreden sinds het uiteenvallen, een live generale repetitie ter voorbereiding op een aanstaande mini-tournee. Het vond plaats in The E-String Bar in Henderson, net ten zuidoosten van Las Vegas. De bezetting bestond uit Colin Carter (zang), Ray Bennett (gitaar, zang), Wayne Carver (bas, zang), Mark Pardy (drums) en Rick Daugherty (keyboards).
Flash maakte hun officiële reüniedebuut als headliner op het International ProgDay Festival in Chapel Hill op 4 september 2010. Het overlijden van Peter Banks in maart 2013 vond plaats net voor de in mei 2013 geplande publicatie van het eerste Flash-album Flash featuring Ray Bennett & Colin Carter (Cleopatra Records) in veertig jaar.

## Discografie
- 1972: Flash
- 1972: In the Can
- 1973: Out of Our Hands
- 1997: Psychosync (live-opnamen van 1973)